# Дитрих II фон Бикенбах
Дитрих II фон Бикенбах (на немски: Dietrich II von Bickenbach; * пр. 1388; † 15 февруари 1422) е господар на Бикенбах и Шилдек.

## Произход
Той е син на Дитрих I фон Бикенбах-Хоенберг († 1403) и съпругата му Агнес фон Изенбург-Бюдинген († 1403/пр. 1404), дъщеря на граф Хайнрих II фон Изенбург-Бюдинген († 1378/1379), бургграф на Гелнхаузен, и Аделхайд фон Ханау-Мюнценберг († 1378). Сестра му Мария фон Бикенбах († 1397) е омъжена 1390 г. за шенк Еберхард X фон Ербах († 1418).

## Фамилия
Дитрих II фон Бикенбах се жени за Барбара фон Бибра (* пр. 1403; † сл. 1431), дъщеря на Дитрих фон Бибра († 1398) и Енгел. Те имат децата:
- Ангела фон Бикенбах († сл. 1410)
- Дитрих III фон Бикенбах († 1445/1447), господар на Шилдек, неженен
- Агнес фон Бикенбах († сл. 1449)
- Барбара фон Бикенбах († пр. 1471), омъжена I. (1415) за Ханс VI фон Хиршхорн († 13 март 1445), II. (1464) за Вилхелм Дюрнер фон Дюрнау († сл. 1446)